# S Goiás (S-15)
El S Goiás (S-15) fue un submarino de la clase Balao que sirvió en la Marina de Brasil. Inicialmente, lo hizo en la Armada de los Estados Unidos como USS Trumpetfish (SS-425).

## Construcción y características

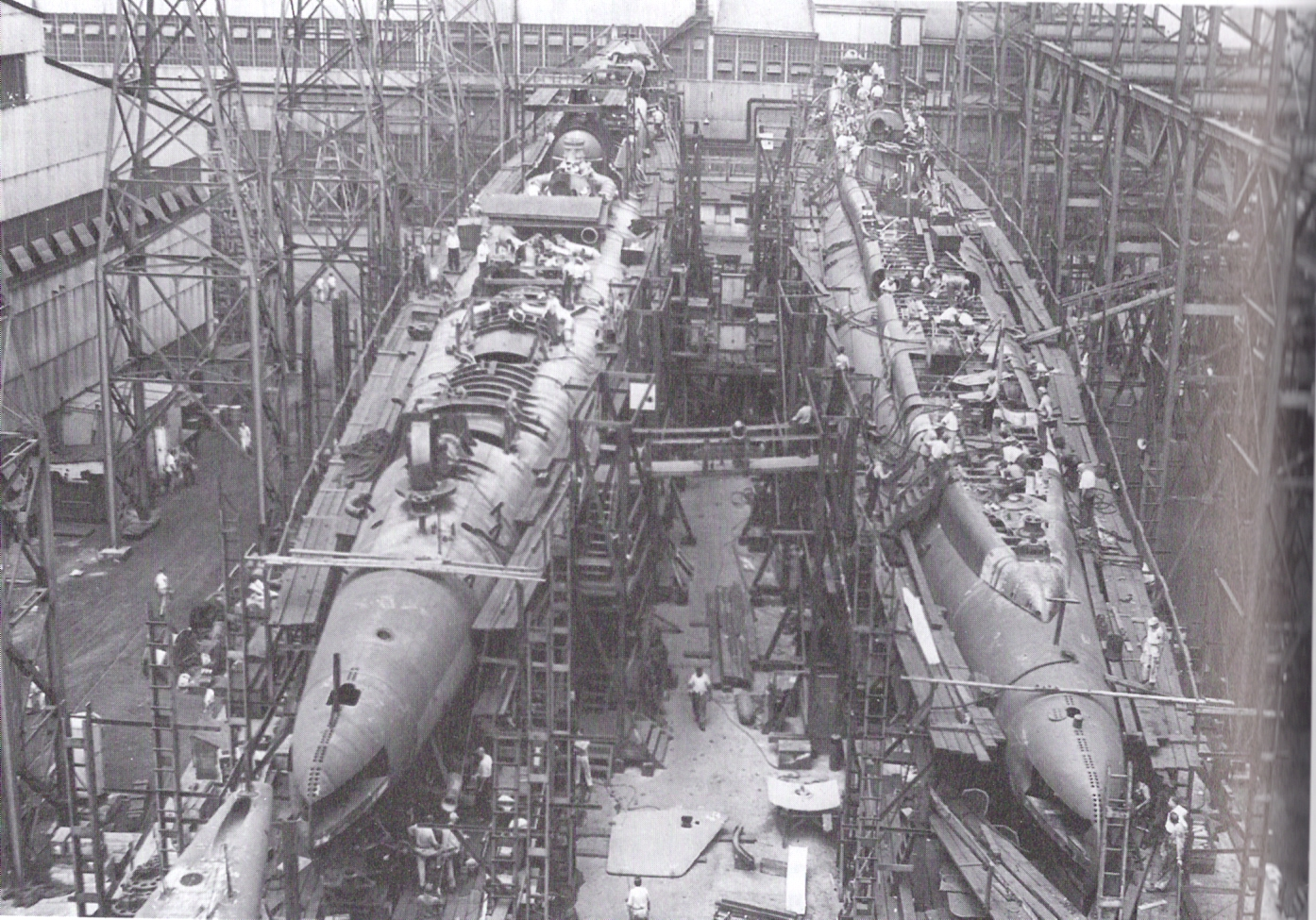
Los submarinos de la Marina estadounidense USS Ulua (SS-428), izquierda, y USS Trumpetfish (SS-425) en construcción en la Cramp Shipbuilding Company de Filadelfia, Pensilvania (EE. UU.), el 2 de julio de 1945.

Este buque fue construido entre 1943 y 1946 por la Cramp Shipbuilding Co. en Filadelfia, Pensilvania. El Trumpetfish tenía 99,5 metros de eslora, 8,2 metros de manga y 5,2 metros de calado; y era propulsado por cuatro motores diésel de 6400 hp de potencia y dos eléctricos de 5400 hp.

## Servicio

### Estados Unidos
Recién entrado al servicio, el USS Trumpetfish realizó su viaje de pruebas —y de buena voluntad— en la región del Caribe. Luego partió a Pearl Harbor. En aguas de Hawái, el Trumpetfish realizó el hundimiento intencional del submarino japonés I-400, capturado tras la Segunda Guerra Mundial.
En 1947, recibió modificaciones de acuerdo al programa GUPPY II. Se mejoró su casco, se le instaló un snorkel y se le instalaron baterías de mayor capacidad. El resultado fue el aumento de las capacidades ofensivas del submarino y su velocidad máxima en inmersión.
Fue asignado al Submarine Squadron 4 con base en Cayo Hueso, Florida. En 1953, participó del ejercicio Mariner de la OTAN y luego partió al mar Mediterráneo junto a la Sexta Flota.
Durante la guerra del Sinaí, la Sexta Flota desplegó para el mantenimiento de la paz en la zona. El Trumpefish integró la flota.

### Brasil
En 1973, Estados Unidos vendió los submarinos Greenfish y Trumpetfish a Brasil bajo el Programa de Asistencia Militar. La Marina de Brasil bautizó al segundo de ellos como «Goiás».
Fue retirado del servicio en 1990.